# Zentis

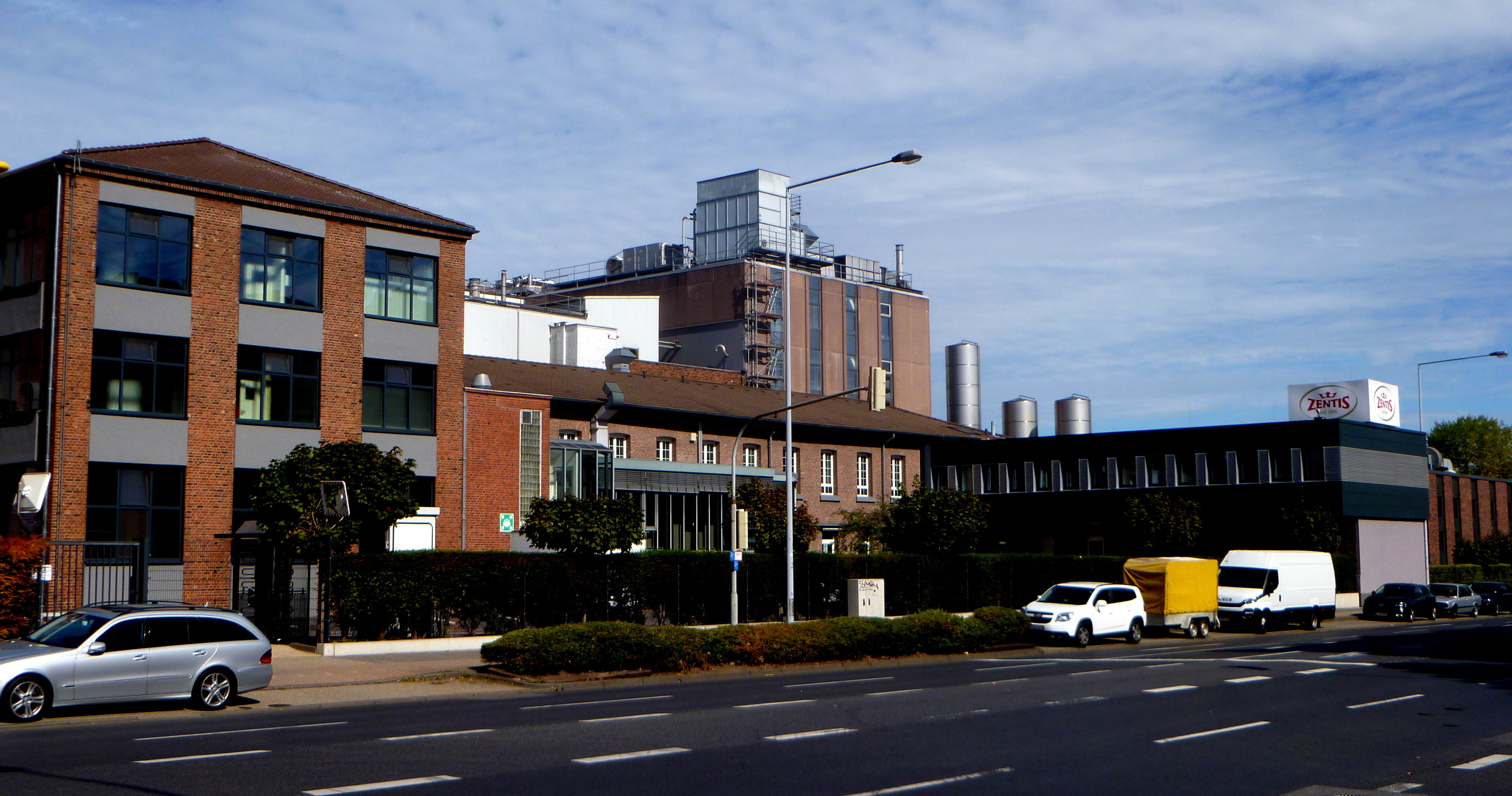
Zentis-Hauptwerk Aachen

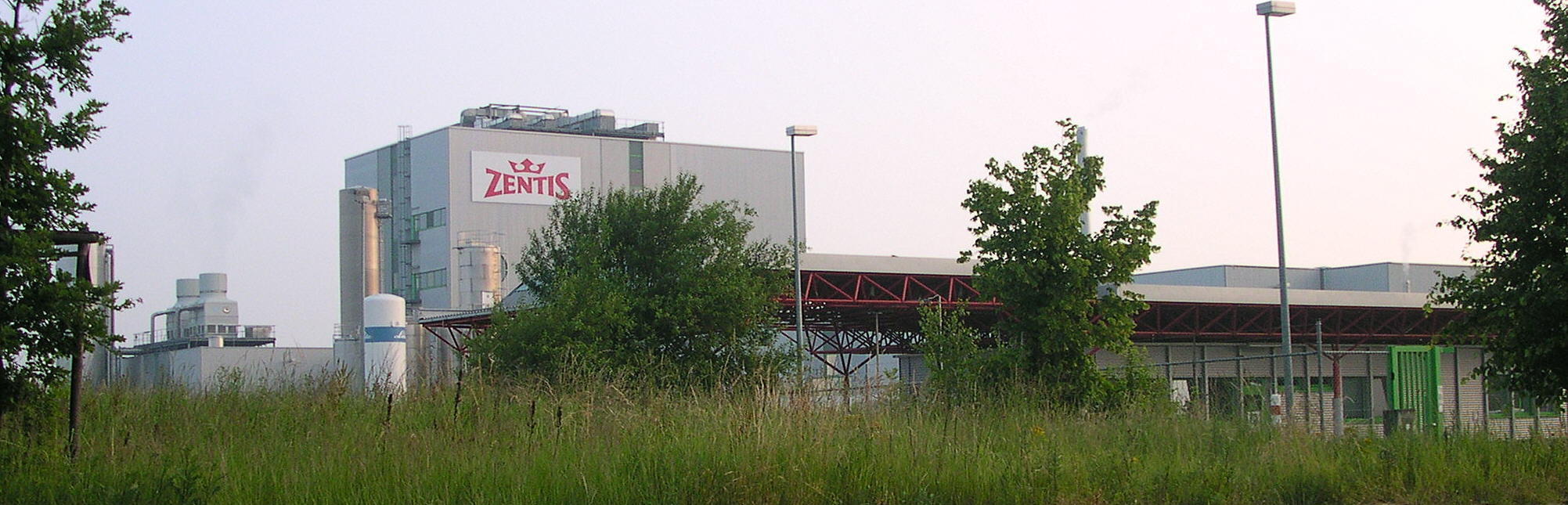
Zentis-Werk Eilendorf

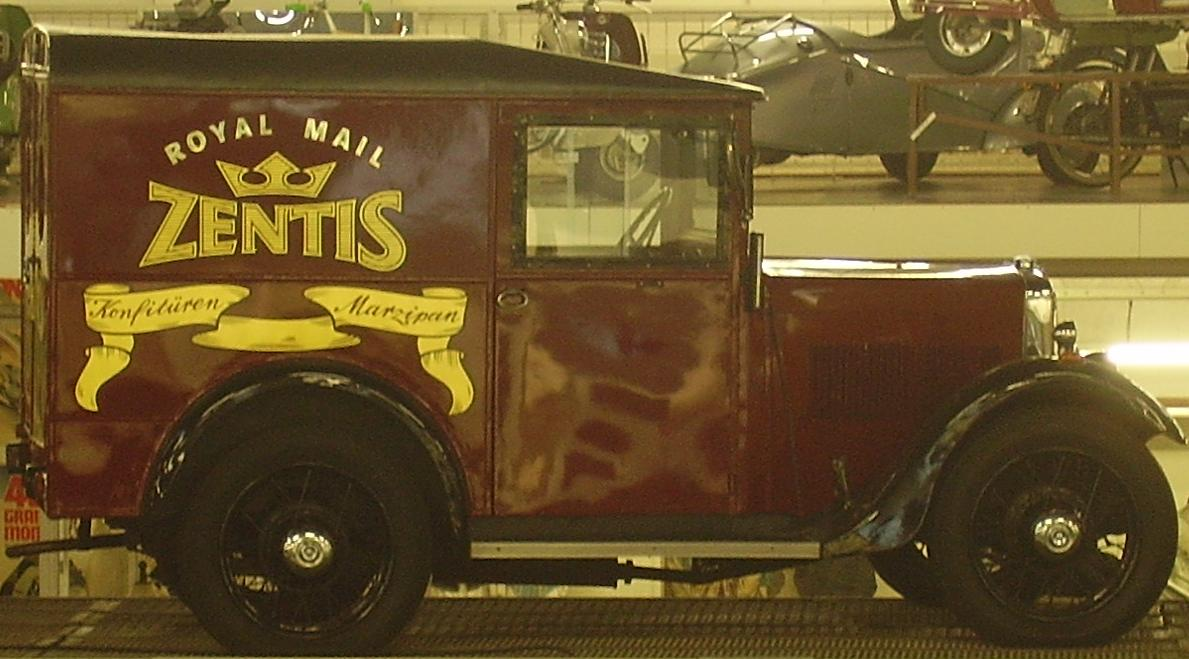
Altes Zentis-Auto

Die Zentis Fruchtwelt GmbH & Co. KG mit Hauptsitz in Aachen ist ein deutsches Unternehmen der Lebensmittelbranche.
Das Unternehmen ist unter dem Markennamen Zentis bekannt, Hauptprodukte sind Fruchtzubereitungen, Konfitüren und Süßwaren. Das Unternehmen besitzt neben Aachen und Eilendorf weitere Produktionsstätten in Żelkowo in Polen, Drégelypalánk in Ungarn, Philadelphia und Plymouth in den USA sowie bei Moskau in Russland.

## Geschichte
Die Firma Zentis wurde 1893 von Franz Zentis als Kolonialwaren- und Lebensmittelgeschäft gegründet. Die Idee, getrocknete Aprikosen und Zucker zu einer Konfitüre zu mischen, legte den Grundstein für den wirtschaftlichen Erfolg. Auf den Wiederaufbau nach dem Zweiten Weltkrieg folgte die Ergänzung der Produkte um die Herstellung von Süßwaren, so z. B. Marzipanwaren.
Bis heute befindet sich die Firma in Familienbesitz, nunmehr in vierter Generation.
2018 feierte Zentis 125-jähriges Firmenjubiläum. Anlässlich dieses Geburtstages wurde ein Fest für alle Mitarbeiter und deren Familien gegeben. Dort wurden auch Nordrhein-Westfalens Ministerpräsident Armin Laschet, der ehemalige Aachener Oberbürgermeister Marcel Philipp, Mitglieder der Gesellschafterfamilien sowie viele weitere Partner und Weggefährten aus unterschiedlichsten Zentis-Jahrzehnten begrüßt. Im gleichen Jahr stockte Zentis seine Beteiligung an die Unternehmensgruppe Peeters (Maryman B. V.) mit Sitz in Veenendaal/Niederlande von 37 auf 50 % auf, wo vor allem die Marken „Nusspli“ und „Belmandel“ hergestellt wurden. Doch bereits Ende 2019 wurde der Kontrakt wieder gelöst und die
Unternehmenstochter Peeters an die Krüger Group verkauft, wobei die Marken „Nusspli“ und „Belmandel“ bei Zentis verblieben.
Zentis wurde 2017 und 2018 zudem vom Bundesministerium für Ernährung und Landwirtschaft (BMEL) mit dem Bundesehrenpreis ausgezeichnet.
2019 wurde das Tochterunternehmen Zentis Ventures GmbH gegründet, das Start-up-Unternehmen von der Frühphase bis zur Wachstumsphase, insbesondere in der DACH-Region, unterstützen soll.
Zentis investierte 2021 in das Start-Up Dörrwerk, welches Lebensmittelverschwendung verhindern möchte, sowie in das Food-Start-Up Haferkater. 2022 übernahm der auf nachverfolgbare Lebensmittel spezialisierte Anbieter Followfood den Hersteller Dörrwerk mit der Marke Rettergut. Zentis stieg damit als Investor bei Dörrwerk wieder aus.
Nach dem russischen Überfall auf die Ukraine in 2022 wurde das Unternehmen dafür kritisiert, weiterhin Produkte in Russland zu verkaufen. Der CEO Karl-Heinz Johnen begründete diesen Schritt 2023 mit der Aussage: „Wir lassen unsere Kunden dort nicht im Stich. Mit einem Rückzug würden wir nur den normalen russischen Bürger treffen.“

## Produkte und Marken
Das Unternehmen produziert
- Fruchtzubereitungen für die Milchwirtschaft
- Fruchtzubereitungen für Non Dairy (z. B. Back- und Süßwarenindustrie)
- Süße Brotaufstriche (Qualitätskonfitüren, Gelees und süße Cremes für Handel und Großverbraucher)
- Süßwaren (Marzipan, Schokoladen- und Cerealienspezialitäten für Handel und Industrie)

Unter den Marken 75% Frucht, 50% weniger Zucker (Fruchtaufstriche), Original Aachener Pflümli, Original Aachener Pflümli Zimt (Pflaumenmus), Nusspli, Belmandel (süße Cremes), Traditions Marzipan zur Saison, MyCorn Cerealiensnack werden Endverbraucher adressiert. Außerdem hat das Unternehmen 2020 erstmals Erdnussbutter auf den Markt gebracht.

## Engagement
Zentis verleiht jährlich den Zentis-Kinderkarnevalspreis. Das Unternehmen ermöglicht zudem immer donnerstags freien Eintritt in das Museum Ludwig Forum in der Nähe der Firmenzentrale. Seit April 2018 erhalten Ehrenamtliche mit dem Aachener Ehrenamtspass 15 % Rabatt auf Einkäufe im Zentis Werksverkauf.
Zentis arbeitet seit vielen Jahren eng mit dem Verein Lebenshilfe Aachen zusammen.
Im Rahmen des Marketings förderte das Unternehmen bis 2013 den Sportverein Alemannia Aachen. Zudem war Zentis von 1992 bis 1997 Trikotsponsor und ist seit 2022 erneut Partner des Fußballvereins.